# Mount Buangor State Park
Mount Buangor State Park är en park i Australien. Den ligger i delstaten Victoria, omkring 160 kilometer väster om delstatshuvudstaden Melbourne. Mount Buangor State Park ligger 685 meter över havet.
Runt Mount Buangor State Park är det mycket glesbefolkat, med 2 invånare per kvadratkilometer.. Närmaste större samhälle är Beaufort, omkring 17 kilometer sydost om Mount Buangor State Park. 
I omgivningarna runt Mount Buangor State Park växer huvudsakligen savannskog. Genomsnittlig årsnederbörd är 648 millimeter. Den regnigaste månaden är juli, med i genomsnitt 88 mm nederbörd, och den torraste är januari, med 19 mm nederbörd.